# Маркело, Яноа
Яноа Гевара Ма́ркело (нидерл. Jahnoah Markelo; род. 4 января 2003, Амстердам) — нидерландский футболист, вингер словенского клуба «Целе».

## Клубная карьера
Маркело — воспитанник клуба «Твенте» и «Аякс». В октябре 2021 года он дебютировал за «Твенте» в национальном кубке. 19 мая 2022 года Яноа стал игроком «Гоу Эхед Иглз». 27 августа в матче против роттердамской «Спарты» он дебютировал в Эредивизи.
6 сентября 2023 года перешёл в хорватский клуб «Кустошия». 9 сентября дебютировал во второй лиге Хорватии в матче против клуба «Младость». 7 октября забил дебютный мяч в матче с «Гробничан». Всего за сезон во всех турнирах провёл 22 матча и забил 12 голов.
30 июня 2024 года подписал трёхлетний контракт со словенским клубом «Целе».

## Личная жизнь
Старший брат, Натанджело, тоже футболист, выступает за нидерландский клуб «Рода».